# 上郷町 (横浜市)
上郷町（かみごうちょう）は横浜市栄区の町名。丁番を持たない単独町名である。住居表示未実施。

## 地理
栄区の東部に位置し、㹨川と県道原宿六浦線に沿った、「工」の字に似た細長い形をしている。いたち川流域が谷戸でその両岸は小高い丘で構成されているが、緑地として残っている東部・南部の高台を除いて谷戸は上郷町、宅地化されている高台は他の町名となっている。
北部には山手学院中学校・高等学校や神奈川県立横浜栄高等学校、神奈川中央交通横浜営業所などがある。港南台に近く、港南台プリンスハイツなど港南台の名を冠したマンション等もみられる。鎌倉市境に近い南部には横浜霊園や鎌倉カントリークラブ、神奈川県警察の射撃場がある。
横浜市資源循環局栄工場があったが、2008年に焼却設備が撤去され、以降は収集車の駐車場などとして使われている。
北東部の瀬上市民の森、南東部の横浜自然観察の森の2つの大規模緑地のほか、比較的小規模な上郷市民の森を有し、緑被率の高い地区となっている。瀬上市民の森に隣接した緑地帯では東急建設が宅地開発を計画していたが、2023年に開発を断念している。町内に鉄道は通っておらず、港南台駅や大船駅、金沢八景駅への路線バスが利用できる。
栄区東部の外縁部はほとんど上郷町となっているため、栄区が接する他の市・区のうち戸塚区を除く港南区・磯子区・金沢区・鎌倉市と接している。

### 字
南河内、六反町、虻名、深田、猿田、石原、瀬上、瀬上谷、大芝原、中島、荘戸、神戸、長倉、長者ケ久保、野七里ケ谷、野七里、西ケ谷、犬の山、尾月、亀井、矢沢、稲荷、志びれ、カジガヤ

## 歴史
昭和30年代（1956年～1965年）まで栄区の東半分は上郷町と中野町の飛地が入り乱れて混在している状態であったが、高度経済成長期に丘陵部が住宅開発されると新住所を与えられて両町から分離、さらに中野町が飛地を整理して栄区中央部のみとなった結果、残りの部分は上郷町として2010年（平成22年）現在の複雑な形状となった。この様な経緯を経たため、例えば犬山町にある上郷小学校・中学校など隣接区域にも上郷の名をもつ施設がある。

### 年表
- 明治以前は鎌倉郡上野村(上之村[9]とも)と称し、東海道戸塚宿の助郷となっていた。
- 1867年（慶応3年） - 幕府領となり、代官・江川太郎左衛門支配所（韮山代官所）の管轄となる。
- 1868年（慶応4年） 6月 - 韮山代官所が韮山県に改組され、韮山県鎌倉郡上野村となる。
- 1868年（慶応4年） 12月 - 韮山県から神奈川県に移管され、神奈川県鎌倉郡上野村となる。
- 1891年（明治24年） - 上之村ほか、七村が合併し、鎌倉郡本郷村成立。旧上野村は本郷村大字上野となった。
- 1920年（大正9年） - 電灯が点灯。
- 1939年（昭和14年） - 本郷村の横浜市編入に伴い、戸塚区上郷町(上野町が当時中区にすでに存在していたため、旧村名と字名から一字ずつとった)となる。
- 1967年（昭和42年） - 上水道が開通。
- 1968年（昭和43年）2月1日 - 飛地整理により、中野町の一部を編入する[10]。
- 1968年（昭和43年）12月1日 - 飛地整理により、上郷町の一部を公田町に編入する[10]。
- 1969年（昭和44年）6月1日 - 飛地整理により、上郷町の一部を桂町、鍛冶ケ谷町に編入する[11]。
- 1973年（昭和48年）6月11日 - 住居表示（戸塚区中野北部地区）[12]の実施に伴い、上郷町の一部を新設された元大橋二丁目、若竹町に編入し、中野町の一部を上郷町に編入する[13]。
- 1981年（昭和56年）7月27日 - 住居表示（港南区港南台地区）[14]の実施に伴い、上郷町の一部を新設された港南区港南台五丁目、港南台八丁目、港南台九丁目に編入し、港南区日野町の一部を上郷町に編入する[15]。
- 1982年（昭和57年）7月19日 - 住居表示（戸塚区上郷東部地区）[16]の実施に伴い、上郷町の一部を新設された庄戸一丁目、庄戸二丁目、庄戸三丁目、庄戸四丁目、庄戸五丁目、長倉町、東上郷町に編入する[17]。
- 1983年（昭和58年）7月18日 - 住居表示（戸塚区上郷中部地区）[18]の実施に伴い、上郷町の一部を新設された犬山町、尾月、上之町に編入する[19]。
- 1983年（昭和58年）11月27日 - 町界町名地番整理事業に伴い、港南区港南台九丁目の一部を編入する[20]。
- 1984年（昭和59年）7月23日 - 住居表示（戸塚区上郷南部地区）[18]の実施に伴い、上郷町の一部を新設された亀井町、野七里一丁目、野七里二丁目に編入する[20]。
- 1986年（昭和61年） - 栄区成立に伴い、栄区上郷町となる[21]。
- 1989年（平成元年）8月21日 - 住居表示（栄区小菅ケ谷町・飯島地区）[22]の実施に伴い、上郷町の一部を小菅ケ谷町、新設された本郷台四丁目に編入する[23]。
- 1991年（平成3年）1月21日 - 町界町名地番整理事業に伴い、金沢区釜利谷町の一部を編入する[23]。
- 1995年（平成7年）10月16日 - 住居表示（栄区小菅ケ谷第二次地区）[24]の実施に伴い、上郷町の一部を新設された柏陽に編入する[25]。
- 1996年（平成8年）10月21日 - 住居表示（栄区小菅ケ谷第三次・鍛冶ケ谷地区）[26]の実施に伴い、上郷町の一部を新設された鍛冶ケ谷二丁目に編入する[25]。
- 1998年（平成10年）10月19日 - 住居表示（栄区上郷・公田・中野地区）[26]の実施に伴い、上郷町の一部を新設された桂台北、桂台中、桂台西一丁目、桂台東、桂台南一丁目、桂台南二丁目に編入する[27]。

## 世帯数と人口
2025年（令和7年）6月30日現在（横浜市発表）の世帯数と人口は以下の通りである。
| 町丁   | 世帯数    | 人口    |
| ------ | --------- | ------- |
| 上郷町 | 2,554世帯 | 5,314人 |

### 人口の変遷
国勢調査による人口の推移。
| 年                 | 人口   |
| ------------------ | ------ |
| 1995年（平成7年）  | 12,534 |
| 2000年（平成12年） | 5,974  |
| 2005年（平成17年） | 6,036  |
| 2010年（平成22年） | 5,993  |
| 2015年（平成27年） | 5,746  |
| 2020年（令和2年）  | 5,445  |

### 世帯数の変遷
国勢調査による世帯数の推移。
| 年                 | 世帯数 |
| ------------------ | ------ |
| 1995年（平成7年）  | 3,902  |
| 2000年（平成12年） | 2,024  |
| 2005年（平成17年） | 2,124  |
| 2010年（平成22年） | 2,191  |
| 2015年（平成27年） | 2,205  |
| 2020年（令和2年）  | 2,212  |

## 学区
市立小・中学校に通う場合、学区は以下の通りとなる（2024年11月時点）。
| 番地 | 小学校                   | 中学校                   |
| --- | ------------------------ | ------------------------ |
| 460番地の23、4487番地以降 | 横浜市立港南台第二小学校 | 横浜市立港南台第一中学校 |
| 37〜41番地、47番地の1、48番地の4、62番地の2 81番地の3〜5・15〜16 | 横浜市立本郷小学校       | 横浜市立本郷中学校       |
| 1〜36番地、42〜46番地、47番地の2〜48番地の3 48番地の5〜62番地の1、62番地の3〜81番地の2 81番地の6〜9、82〜83番地、85〜89番地 106〜134番地、141〜154番地 167番地の2〜179番地、180番地の2〜198番地 221番地(県道原宿六浦線以南)、222〜230番地 1964〜1976番地、1978〜1995番地、1998番地 2006〜2007番地、2264〜4486番地 | 横浜市立本郷小学校       | 横浜市立上郷中学校       |
| 81番地の10〜11、84番地、90〜105番地 135〜140番地、155番地〜167番地の1 180番地の1、199〜220番地 221番地 (県道原宿六浦線以北)、231番地〜460番地の22 460番地の24〜551番地、644〜672番地、691〜699番地 | 横浜市立桜井小学校       | 横浜市立上郷中学校       |
| 747番地、765番地、851〜896番地、901〜907番地 910〜942番地、966〜995番地、1017〜1035番地 1036番地(県道原宿六浦線以東) 1037番地(県道原宿六浦線以東)、1053番地、1060番地 1159〜1188番地、1202〜1205番地、1209〜1213番地 1214番地(県道原宿六浦線以東)、1215〜1286番地 1287番地(県道原宿六浦線以東)、1288〜1699番地 1701〜1705番地、1709番地〜1715番地の5 1715番地の12〜1722番地 | 横浜市立庄戸小学校       | 横浜市立上郷中学校       |
| 552〜643番地、673〜690番地、700〜746番地 748〜764番地、766番地〜832番地の7 832番地の13〜41・43〜45・48〜49・51〜52・60〜76 832番地の79〜850番地、897番地〜900番地 908〜909番地、943〜965番地、996〜1016番地 1036番地(県道原宿六浦線以西) 1037番地(県道原宿六浦線以西)、1038〜1052番地 1054〜1059番地、1061〜1158番地、1189〜1201番地 1206〜1208番地、1214番地(県道原宿六浦線以西) 1287番地(県道原宿六浦線以西)、1700番地 1736〜1740番地、1742番地〜1747番地の199 1748〜1802番地、1804〜1963番地、1977番地 1997番地、1999〜2005番地、2169番地 | 横浜市立上郷小学校       | 横浜市立上郷中学校       |
| 1723〜1729番地、1731〜1735番地、2096〜2101番地 2104〜2111番地、2146〜2166番地、2168番地 2170〜2171番地、2175〜2178番地、2182番地 | 横浜市立上郷小学校       | 横浜市立桂台中学校       |
| 1996番地の1〜4、2081番地の8、2262〜2263番地 | 横浜市立桂台小学校       | 横浜市立桂台中学校       |

## 事業所
2021年（令和3年）現在の経済センサス調査による事業所数と従業員数は以下の通りである。
| 町丁   | 事業所数  | 従業員数 |
| ------ | --------- | -------- |
| 上郷町 | 176事業所 | 2,253人  |

### 事業者数の変遷
経済センサスによる事業所数の推移。
| 年                 | 事業者数 |
| ------------------ | -------- |
| 2016年（平成28年） | 170      |
| 2021年（令和3年）  | 176      |

### 従業員数の変遷
経済センサスによる従業員数の推移。
| 年                 | 従業員数 |
| ------------------ | -------- |
| 2016年（平成28年） | 2,051    |
| 2021年（令和3年）  | 2,253    |

## 施設

### 教育機関
- 神奈川県立横浜栄高等学校
- 山手学院中学校・高等学校
- 横浜市立桜井小学校

### 名所
- 上郷市民の森
- 横浜自然観察の森
- 證菩提寺

## その他

### 日本郵便
- 郵便番号 : 247-0013[3]（集配局：大船郵便局[37]）

### 警察
町内の警察の管轄区域は以下の通りである。
| 番・番地等 | 警察署   | 交番・駐在所 |
| ---------- | -------- | ------------ |
| 一部       | 栄警察署 | 庄戸交番     |
| 一部       | 栄警察署 | 元大橋交番   |